# Jawad Boulos
Pour les articles homonymes, voir Boulos.
Jawad Boulos (né en 1966) est un homme politique libanais.

## Biographie
Issu d'une grande famille maronite de Zghorta, petit-fils d'un grand intellectuel et historien libanais, il intègre le rassemblement de Kornet Chehwane.
Il est candidat en 2005 au siège de député maronite de Zghorta, auprès de Nayla Moawad et Samir Frangié, sur la liste de l'Alliance du 14 Mars. Il est élu le 19 juin 2005 et devient membre du bureau exécutif du Parlement. Il perd son siège lors des élections de 2009.

## Liens Externes
- Jawad Boulos sur Ehden Family Tree